# Liste der Lieder von Gracia Baur
Dies ist die Liste der Lieder der deutschen Pop-Sängerin Gracia. Sie gibt Informationen wie Urheber, Albumtitel oder Veröffentlichungsjahr wieder, und beinhaltet alle Lieder der Alben Intoxicated (2003), Passion (2005), sowie alle Cover, Duette und weitere Songs.

## B
| # | Titel             | Autoren                       | Album       | Jahr |
| - | ----------------- | ----------------------------- | ----------- | ---- |
| 1 | Back Into My Life | Christian Hamm, Alain Bertoni | Intoxicated | 2003 |

## C
| # | Titel                                                                    | Autoren                                           | Album           | Jahr      |
| - | ------------------------------------------------------------------------ | ------------------------------------------------- | --------------- | --------- |
| 1 | Charlene                                                                 | David Brandes, John O’Flynn                       | Passion         | 2005      |
| 2 | Christmas Is Calling / X-Mas Is Calling (Neuauflage) erschien als Single | David Brandes, Steve Brooklyn                     | Non Album Track | 2009 2024 |
| 3 | Cos I Believe erschien als Single von Xantoo                             | David Brandes, Gracia Baur, Geeno, Marvin Broadie | Non Album Track | 2006      |
| 4 | Crash Tumble Breakdown sollte 2010 als Single veröffentlicht werden      | David Brandes, Anya Vigors                        | Non Album Track | 2010      |
| 5 | Cry the Blues                                                            | Grant Michael B., Pomez di Lorenzo                | Intoxicated     | 2003      |

## D
| # | Titel                                                                | Autoren                                      | Album           | Jahr |
| - | -------------------------------------------------------------------- | -------------------------------------------- | --------------- | ---- |
| 1 | Don’t Close Your Eyes mit 4 United, Charitysong, erschien als Single | Bernd Meinunger, David Brandes, Jane Tempest | Non Album Track | 2004 |
| 2 | Don’t Close Your Eyes                                                | David Brandes, John O’Flynn                  | Passion         | 2005 |
| 3 | Don’t Turn Your Back on Me                                           | Grant Michael B., Pomez di Lorenzo           | Intoxicated     | 2003 |

## G
| # | Titel                                             | Autoren      | Album           | Jahr |
| - | ------------------------------------------------- | ------------ | --------------- | ---- |
| 1 | Götter der Ewigkeit Titelsong von Bärenbrüder OST | Phil Collins | Bärenbrüder OST | 2004 |

## I
| # | Titel                                      | Autoren                                                             | Album       | Jahr |
| - | ------------------------------------------ | ------------------------------------------------------------------- | ----------- | ---- |
| 1 | I Believe in Miracles erschien als Single  | Tommy La Verdi, Daniel Pandher, Ear [NO]                            | Intoxicated | 2003 |
| 2 | I Don’t Think So! erschien als Debütsingle | Andreas Karlegård, Daniel Thornqvist, Niclas Lundin, Adam Alvermark | Intoxicated | 2003 |
| 3 | Intoxicated                                | Jonas Krag, Giovanni Gambino                                        | Intoxicated | 2003 |

## J
| # | Titel                                    | Autoren                     | Album           | Jahr |
| - | ---------------------------------------- | --------------------------- | --------------- | ---- |
| 1 | Journey Into Time B-Seite auf Never Been | David Brandes, John O’Flynn | Non Album Track | 2006 |

## M
| # | Titel                                                                                    | Autoren                                        | Album           | Jahr |
| - | ---------------------------------------------------------------------------------------- | ---------------------------------------------- | --------------- | ---- |
| 1 | Magic Moments erschien als Comebacksingle, Titelsong zur Vierschanzentournee 2014 / 2015 | David Brandes, Ansgar Huppertz, Steve Brooklyn | Non Album Track | 2014 |

## N
| # | Titel                          | Autoren                                    | Album   | Jahr |
| - | ------------------------------ | ------------------------------------------ | ------- | ---- |
| 1 | Never Been erschien als Single | David Brandes, Steve Brooklyn, Gracia Baur | Passion | 2006 |

## O
| # | Titel               | Autoren                                    | Album       | Jahr |
| - | ------------------- | ------------------------------------------ | ----------- | ---- |
| 1 | One Man to the Left | Christian Hamm, Alain Bertoni, Laura Zonka | Intoxicated | 2003 |

## P
| # | Titel   | Autoren                       | Album   | Jahr |
| - | ------- | ----------------------------- | ------- | ---- |
| 1 | Passion | David Brandes, Steve Brooklyn | Passion | 2005 |
| 2 | Pray    | David Brandes, John O’Flynn   | Passion | 2005 |

## R
| # | Titel                                                                              | Autoren                                      | Album       | Jahr |
| - | ---------------------------------------------------------------------------------- | -------------------------------------------- | ----------- | ---- |
| 1 | Right by Your Side                                                                 | Svein Dag Hauge Finneide, Ear [NO]           | Intoxicated | 2003 |
| 2 | Run & Hide erschien als Single, deutscher Beitrag zum Eurovision Song Contest 2005 | David Brandes, Jane Tempest, Bernd Meinunger | Passion     | 2005 |

## S
| # | Titel                                              | Autoren                                    | Album           | Jahr |
| - | -------------------------------------------------- | ------------------------------------------ | --------------- | ---- |
| 1 | Sacrifice Me Original: Hellracer von Vanilla Ninja | David Brandes, John O’Flynn                | Passion         | 2005 |
| 2 | Send Me an Angel                                   | Christian Hamm, Alain Bertoni              | Intoxicated     | 2003 |
| 3 | Sorry About nur als Download erschienen            | David Brandes                              | Non Album Track | 2014 |
| 4 | Superman                                           | Christian Hamm, Alain Bertoni, Laura Zonka | Intoxicated     | 2003 |

## T
| # | Titel                     | Autoren                                     | Album   | Jahr |
| - | ------------------------- | ------------------------------------------- | ------- | ---- |
| 1 | The Last Goodbye          | David Brandes, Heike Fransecky, Gracia Baur | Passion | 2005 |
| 2 | The Man with the Scissors | David Brandes, John O’Flynn                 | Passion | 2005 |
| 3 | Time to Take Off          | David Brandes, John O’Flynn                 | Passion | 2005 |

## W
| # | Titel                                                       | Autoren                            | Album                 | Jahr |
| - | ----------------------------------------------------------- | ---------------------------------- | --------------------- | ---- |
| 1 | When the Last Tear’s Been Dried erschien als Single         | David Brandes, John O’Flynn        | Passion               | 2005 |
| 2 | When the Love is Gone                                       | Grant Michael B., Pomez di Lorenzo | Intoxicated           | 2003 |
| 3 | Will You be My Friend?                                      | Grant Michael B., Pomez di Lorenzo | Intoxicated           | 2003 |
| 4 | Will You Love Me Tomorrow? Samplerbeitrag aus Best of Mania |                                    | (Best of Mania / RTL) | 2004 |
| 5 | Wish You Were Here                                          | David Brandes, John O’Flynn        | Passion               | 2005 |